# Edith Márquez
Edith Márquez Landa, coneguda artísticament com Edith Márquez (Ciutat de Mèxic, 27 de gener de 1973) cantant i actriu mexicana.
Va començar la seva carrera artística guanyant els concursos "Juguemos a cantar" (1978) i "Canta, Canta" (1984), més tard va ingressar al centre d'educació artística de Televisa i va ser membre del grup musical Timbiriche. Ha actuat en diverses telenovel·les, començant amb Papá soltero entre 1987 i 1994, i va participar en el Festival de Viña del Mar del 2001.

## Televisió
- Papá soltero (1987-1994) - Alejandra
- Agujetas de color de rosa (1994) - Edith
- Me tengo que casar/Papá soltero (1995) - Alejandra
- Sentimientos ajenos (1996) - Marcela
- El privilegio de amar (1998) - Luciana
- Mañana es para siempre (2009) - Julieta

## Discografia

### Amb Timbiriche
- 1987, Timbiriche VIII, Melody
- 1987, Timbiriche IX, Melody
- 1989, Los Clásicos de Timbiriche, Melody
- 1990, Timbiriche 10, Melody

### En Solitari
- 1998: Frente a ti: Warner Music
- 2000: Caricias del Cielo, Warner Music
- 2001: Extravíate, Warner Music
- 2003: ¿Quién Te Cantará?, Warner Music
- 2005: Cuando Grita La Piel, Warner Music
- 2007: Memorias del Corazón, EMI Music
- 2008: Pasiones de Cabaret, EMI Music
- 2009: Duele
- 2011: Amar no es suficiente
- 2012: Mi sueño mi fantasía
- 2013: Emociones
- 2016: Emociones II
- 2018: Contigo
- 2021: + Mexicana